# Body Trash
Pour plus de détails, voir Fiche technique et Distribution.
Body Trash (Body Melt)) est un film australien satirique et horrifique réalisé par Philip Brophy, sorti en 1993.

## Synopsis
Une nouvelle vitamine, la « Vimuville » est testée secrètement sur les habitants de la petite bourgade australienne de Pebbles Court. Le chercheur ayant découvert la molécule, Brian Rand, a connaissance d'un précédent test, qui a conduit à la mort des sujets d'expérience.
Tentant de prévenir les habitants contaminés, mais infecté lui-même à son insu par sa maîtresse et patronne Shaan qui veut couvrir la compagnie pharmaceutique, des tentacules lui sortent de la gorge et il a un accident mortel.
Malgré l'enquête sur la mort de Rand menée par l'inspecteur Sam Phillips et le sergent « Johnno » Johnson, Shaan décide de continuer l'expérience, au mépris des réticences du docteur Carrera, son agent dans la place. Les résidents de Pebbles Court utilisent la Vimuville, et des effets secondaires dévastateurs, tels que des hallucinations ou des mutations atroces, commencent rapidement à apparaître dans la population et causent la mort de nombre d'habitants.
L'enquête finit par mener les détectives au docteur Carrera, qui se suicide, puis au laboratoire, où Shaan a elle-même été victime de ses expériences. Les comprimés restants sont saisis par la police.
Dans la dernière scène, Sam se rend dans une pharmacie afin d'acheter de l'aspirine pour Johnno. Dans les rayons, la Vimuville est en bonne place...

## Fiche technique
- Titre original : Body Melt
- Titre français : Body Trash
- Réalisation : Philip Brophy
- Scénario : Rod Bishop et Philip Brophy
- Production : Rod Bishop, Daniel Scharf et Lars Michalak
- Musique : Philip Brophy
- Photographie : Ray Argall
- Montage : Bill Murphy
- Décors : Maria Kozic
- Costumes : Anna Borghesi
- Pays de production :  Australie
- Format : couleur — 35 mm — 1,33:1 — Dolby
- Genre : Comédie horrifique et science-fiction
- Durée : 81 minutes
- Date de sortie :
  - Australie : 1993

## Distribution
- Gerard Kennedy (en) : l'inspecteur Sam Phillips
- Andrew Daddo (en) : le sergent « Johnno » Johnson
- Ian Smith (en) : le docteur Carrera
- Regina Gaigalas : Shaan
- Vincent Gil (en) : Pud
- Neil Foley : Bab
- Anthea Davis : Slab
- Matthew Newton (en) : Bronto
- Lesley Baker : Mack
- Amy Grove-Rogers : la femme âgée
- Adrian Wright (en) : Thompson Noble
- Jillian Murray : Angelica Noble
- Ben Geurens : Brandon Noble
- Amanda Douge (en) : Elloise Noble
- Brett Climo : Brian Rand
- William McInnes : Paul Matthews

## Autour du film
- Le tournage s'est déroulé à Melbourne, en Australie.

## Distinctions
- Nomination au prix du meilleur montage, meilleurs costumes et meilleur son (Philip Brophy et Craig Carter), lors des Australian Film Institute Awards en 1994.
- Nomination au prix du meilleur film sorti en vidéo, par l'Académie des films de science-fiction, fantastique et horreur en 1995.